# Меджлис Туркменистана

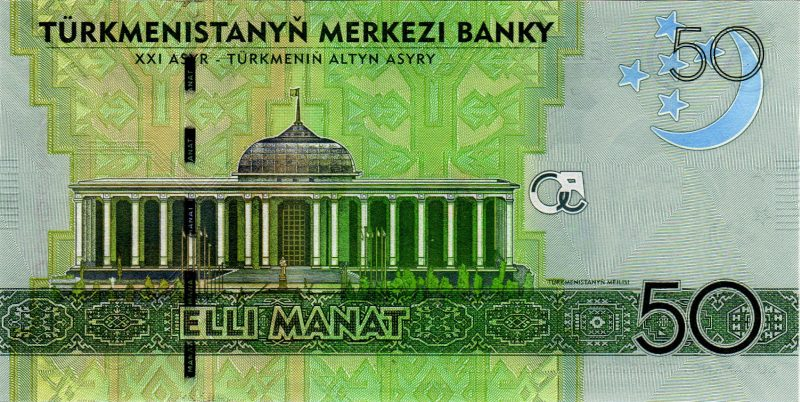
Изображение здания Меджлиса Туркменистана на оборотной стороне бумажных купюр туркменского маната достоинством в 50 манат образца 2009 года

Меджли́с (туркм. Mejlis) — состоящий из 125 депутатов парламент Туркменистана, высший представительный орган страны, осуществляющий законодательную власть. Меджлис избирается сроком на 5 лет по одномандатным округам с примерно равным числом избирателей.
До проведения в 2013 году очередных парламентских выборов, Меджлис Туркменистана являлся однопартийным (абсолютно все места занимали члены Демократической партии Туркменистана), соответственно Туркменистан имел однопартийную систему, в отличие от абсолютно всех остальных стран постсоветского пространства, которые незадолго до распада СССР перешли в многопартийную систему.
С 2008 года Меджлис Туркменистана располагается в специально построенном новом здании на проспекте Гарашсызлык, в центре Ашхабада. До этого располагался в старом здании, построенном в советское время, в котором во времена СССР, базировался Совет министров и Верховный Совет Туркменской ССР.
В январе 2021 года в стране была введена двухпалатная система, где Меджлис стал нижней палатой Милли Генгеша (туркм. Türkmenistanyň Milli Geňesinin Mejlisi) — парламента Туркменистана. В январе 2023 года по инициативе Гурбангулы Бердымухамедова Милли Генгеш было решено вновь реорганизовать в Меджлис, состоящий из одной палаты. Верхняя палата — Халк Маслахаты — была выделена как высший орган народной власти.

## Полномочия
К ведению Меджлиса Туркменистана относятся: принятие и толкование законов, и внесение в них изменений, а также осуществление контроля за их исполнением. Контроль за исполнением законов осуществляется на основе соответствующего положения Кабинета министров Туркменистана. Рассмотрение вопроса об одобрении программы деятельности Кабинета министров, рассмотрение вопроса об утверждении государственного бюджета Туркменистана и отчёта о его исполнении, организация контроля и наблюдения за выборами в Туркменистане, рассмотрение по предложению президента Туркменистана вопросов о назначении на должность и освобождении от должности председателя Верховного Казыета (Суда) Туркменистана, Генерального прокурора Туркменистана, министра внутренних дел Туркменистана, а также министра юстиции Туркменистана. Учреждение государственных наград, награждение государственными наградами президента Туркменистана, присвоение ему почётных званий, воинских званий и отличий. Определение соответствия Конституции Туркменистана нормативных актов органов государственной власти и управления, а также иные вопросы, отнесённые к полномочиям меджлиса Конституцией и законами Туркменистана. Разногласия между Меджлисом Туркменистана и Кабинетом министров Туркменистана разрешаются президентом Туркменистана.

## Состав

### Созыв 2013—2018
Меджлис Туркменистана состоит из 125 депутатов, избираемых на пятилетний срок по одномандатным округам. Распределение мест в меджлисе, по итогам парламентских выборов в 2013 года выглядит следующим образом:
| Фракция                                                | Мест в Меджлисе Туркменистана |
| ------------------------------------------------------ | ----------------------------- |
| Демократическая партия Туркменистана                   | 47                            |
| Организация профсоюзов Туркменистана                   | 33                            |
| Союз женщин Туркменистана                              | 16                            |
| Партия промышленников и предпринимателей Туркменистана | 14                            |
| Молодёжная организация Туркменистана имени Махтумкули  | 8                             |
| Независимые депутаты                                   | 7                             |

### Созыв с 2018 года
30 марта 2018 года в Ашхабаде состоялось первое заседание Меджлиса Туркменистана VI созыва, в ходе которого депутат Гульшат Мамедова была единогласно избрана председателем Меджлиса Туркменистана. Заместителем председателя Меджлиса Туркменстана был избран председатель Демократической партии Туркменистана Касымкули Бабаев.
Также депутаты Меджлиса приняли постановления о назначении председателей комитетов.
- Председателем Комитета Меджлиса Туркменистана по защите прав и свобод человека избран депутат Юсупкули Эшшаев;
- Председателем Комитета Меджлиса Туркменистана по законодательству и его нормам избран депутат Ресулберды Мамедов;
- председателем Комитета Меджлиса Туркменистана по экономическим вопросам избран депутат Сердар Джораев;
- председателем Комитета Меджлиса Туркменистана по социальной политике избран депутат Курбанмурад Аширов;
- председателем Комитета Меджлиса Туркменистана по науке, образованию, культуре и молодёжной политике избран депутат Гахрыман Розыев;
- председателем Комитета Меджлиса Туркменистана по охране окружающей среды, природопользованию и агропромышленному комплексу избран депутат Азат Сейдибаев;
- председателем Комитета Меджлиса Туркменистана по международным и межпарламентским связям збран депутат Мердан Туваков;
- председателем Комитета Меджлиса Туркменистана по работе с органами местной представительной власти и самоуправления избран депутат Максатберды Курбанов.

## Выборы
Парламентские выборы в Туркменистане проводятся раз в пять лет. До сегодняшнего времени, в истории независимого Туркменистана шесть раз проводились парламентские выборы. Первые в истории независимого Туркменистана парламентские выборы прошли в декабре 1994 года. Пока последние для этой страны парламентские выборы прошли 26 марта 2023 года. Очередные парламентские выборы намечены на 2028 год.
- Парламентские выборы в Туркменистане (1994)
- Парламентские выборы в Туркменистане (1999)
- Парламентские выборы в Туркменистане (2004)
- Парламентские выборы в Туркменистане (2008)
- Парламентские выборы в Туркменистане (2013)
- Парламентские выборы в Туркменистане (2018)
- Парламентские выборы в Туркменистане (2023)

## История
До 1995 года назывался Верховным Советом Туркменистана, а до обретения независимости Туркменистана в 1991 году — Верховным Советом Туркменской ССР. После проведения первых парламентских выборов в 1994 году, был переименован и преобразован в Меджлис Туркменистана.
До проведения в 2013 году очередных парламентских выборов, Меджлис Туркменистана являлся однопартийным (абсолютно все места занимали члены Демократической партии Туркменистана), соответственно Туркменистан имел однопартийную систему, в отличие от абсолютно всех остальных стран постсоветского пространства, которые после распада СССР, сразу перешли в многопартийную систему
В 2003 году полномочия Меджлиса Туркменистана были ограничены в пользу Халк Маслахаты, причём Меджлис мог быть распущен по решению возглавляемого президентом Халк Маслахаты. В 2008 году после принятия новой Конституции, новый президент Туркменистана Гурбангулы Бердымухамедов восстановил полномочия Меджлиса как однопалатного национального парламента.
На парламентских выборах 2013 года, впервые в истории Туркменистана было разрешено участвовать на выборах другим политическим партиям, движениям и организациям, которые правда, де-факто находились под контролем государства. На выборы помимо Демократической партии Туркменистана были допущены Партия промышленников и предпринимателей Туркменистана (одна из двух существующих на то время легальных политических партий в стране), а также общественно-политические и общественные организации Организация профсоюзов Туркменистана, Союз женщин Туркменистана и Молодёжная организация Туркменистана имени Махтумкули. Также допускалось выдвигать своих кандидатуру независимым кандидатам. По итогам этих выборов, Демократическая партия традиционно заняла первое место, получив право представлять в Меджлисе 47 своих представителей, второе место заняла Организация профсоюзов, которой досталось 33 мест в Меджлисе, третье место занял Союз женщин с 16 парламентскими местами, а последующие места заняли Партия промышленников и предпринимателей (14 мест) и Молодёжная организация имени Махтумкули (8 мест). Семь независимых кандидатов также сумели войти в Меджлис.
25 марта 2018 года состоялись очередные выборы в меджлис. Возраст большинства народных избранников составляет от 30 до 50 лет. Среди парламентариев — 31 женщина.
В сентябре 2020 года был одобрен Конституционный закон «О внесении изменений и дополнений в Конституцию Туркменистана», согласно которому с 1 января 2021 года в стране вводится двухпалатный парламент — Милли Генгеш (Национальный Совет). Проект определяет его как представительный орган, осуществляющий законодательную власть и состоящий из двух палат — Халк Маслахаты (Народный Совет, верхняя палата) и Меджлиса (нижняя палата).

## Председатели
Председателем (спикером) Меджлиса Туркменистана с 6 апреля 2023 года является Дуньягозель Гулманова из правящей Демократической партии Туркменистана.
| Период работы                    | Председатель Меджлиса |
| -------------------------------- | --------------------- |
| 1995 — май 2001                  | Сахат Мурадов         |
| 7 мая 2001 — 7 июля 2001         | Рашид Мередов         |
| 7 июля 2001 — 13 марта 2002      | Реджепбай Аразов      |
| 13 марта 2002 — 12 ноября 2002   | Тагандурды Халлыев    |
| 12 ноября 2002 — 22 декабря 2006 | Овезгельды Атаев      |
| 22 декабря 2006 — 30 марта 2018  | Акджа Нурбердыева     |
| 30 марта 2018 — 6 апреля 2023    | Гульшат Маммедова     |
| 6 апреля 2023 — н. в.            | Дуньягозель Гулманова |